# Liste des médaillés masculins aux Championnats du monde de judo
Cet article liste l'ensemble des médaillés masculins aux Championnats du monde de judo depuis la première édition de cette compétition en 1956.

## Poids super-légers
Depuis 1979, la catégorie des poids super-légers est réservée aux moins de 60 kg.
| Édition | Or                   | Argent                  | Bronze                                 |
| ------- | -------------------- | ----------------------- | -------------------------------------- |
| 1979    | Thierry Rey          | Woo Jong Koa            | Felice Mariani Yasuhiko Moriwaki       |
| 1981    | Yasuhiko Moriwaki    | Pavel Petrikov          | Felice Mariani Philippe Takahashi      |
| 1983    | Khazret Tletseri     | Tamas Bujko             | Kenichi Haraguchi Klaus-Peter Stolberg |
| 1985    | Shinji Hosokawa      | Peter Jupke             | Tamas Bujko Khazret Tletseri           |
| 1987    | Jae Yup Kim          | Shinji Hosokawa         | Kevin Asano Patrick Roux               |
| 1989    | Amiran Totikashvili  | Tadanori Koshino        | Dashgombyn Battulga Hyun Yoon          |
| 1991    | Tadanori Koshino     | Hyun Yoon               | Nazim Hüseynov Philippe Pradayrol      |
| 1993    | Ryuji Sonoda         | Nazim Hüseynov          | Richard Trautmann Georgi Vazagashvili  |
| 1995    | Nikolai Ojeguine     | Georgi Vazagachvili     | Natik Bagirov Ryuji Sonoda             |
| 1997    | Tadahiro Nomura      | Georgi Revazichvili     | Fulvio Miyata Cédric Taymans           |
| 1999    | Manuelo Loupo        | Kazuhiko Tokuno         | Natsik Bahirall Nestor Khergiani       |
| 2001    | Anis Lounifi         | Cédric Taymans          | John Buchanan Kazuhiko Tokuno          |
| 2003    | Choi Min-ho          | Craig Fallon            | Anis Lounifi Tadahiro Nomura           |
| 2005    | Craig Fallon         | Ludwig Paischer         | Cho Nam-Suk Nijat Shikhalizada         |
| 2007    | Ruben Houkes         | Nestor Khergiani        | Ludwig Paischer Choi Min-ho            |
| 2009    | Georgii Zantaraia    | Hiroaki Hiraoka         | Hovhannes Davtyan Elio Verde           |
| 2010    | Rishod Sobirov       | Georgii Zantaraia       | Arsen Galstyan Hiroaki Hiraoka         |
| 2011    | Rishod Sobirov       | Hiroaki Hiraoka         | Ilgar Mushkiyev Georgii Zantaraia      |
| 2013    | Naohisa Takato       | Amartuvshin Dashdavaa   | Orkhan Safarov Kim Won-jin             |
| 2014    | Boldbaatar Ganbat    | Beslan Mudranov         | Amiran Papinashvili Naohisa Takatō     |
| 2015    | Yeldos Smetov        | Rustam Ibrayev          | Kim Won-jin Toru Shishime              |
| 2017    | Naohisa Takatō       | Orkhan Safarov          | Boldbaatar Ganbat Diyorbek Urozboev    |
| 2018    | Naohisa Takatō       | Robert Mshvidobadze     | Amiran Papinashvili Ryuju Nagayama     |
| 2019    | Lukhumi Chkhvimiani  | Sharafuddin Lutfillaev  | Yeldos Smetov Ryuju Nagayama           |
| 2021    | Yago Abuladze        | Gusman Kyrgyzbayev (en) | Karamat Huseynov Francisco Garrigós    |
| 2022    | Naohisa Takatō       | Ariunbold Enkhtaivan    | Yeldos Smetov Yang Yung-wei            |
| 2023    | Francisco Garrigós   | Dilshodbek Baratov      | Giorgi Sardalashvili Lee Ha-rim        |
| 2024    | Giorgi Sardalashvili | Yang Yung-wei           | Taiki Nakamura Lee Ha-rim              |

## Poids mi-légers
Depuis 1999, la catégorie des poids mi-légers est réservée aux moins de 66 kg. Avant cela, entre 1967 et 1975, seuls les moins de 63 kg pouvaient participer ; de 1979 à 1997, seuls les moins de 65 kg pouvaient combattre dans cette catégorie de poids.
| Édition | Or                          | Argent                | Bronze                                         |
| ------- | --------------------------- | --------------------- | ---------------------------------------------- |
| 1967    | Takafumi Shigeoka           | Hirofumi Matsuda      | Byung Sik Kim Sergei Suslin                    |
| 1969    | Yoshio Sonoda               | Toyokazu Nomura       | Sang Chul Kim Sergei Suslin                    |
| 1971    | Takao Kawaguchi             | Toyokazu Nomura       | Jong Sam Choi Sergei Suslin                    |
| 1973    | Yoshiharu Minami            | Takao Kawaguchi       | Schangeli Pitschelauri Héctor Rodríguez Torres |
| 1975    | Yoshiharu Minami            | Katsuhiko Kashiwazaki | Felice Mariani Torsten Reissmann               |
| 1979    | Nikolaï Solodoukhine        | Yves Delvingt         | Janusz Pawlowski Kyosuke Sahara                |
| 1981    | Katsuhiko Kashiwazaki       | Constantin Niculae    | Jung-Ho Hwang Petr Ponomarev                   |
| 1983    | Nikolaï Solodoukhine        | Yoshiyuki Matsuoka    | Janusz Pawlowski Sandro Rosati                 |
| 1985    | Yury Sokolov                | Keun Lee Kyung        | Stefen Gawthorpe Yoshiyuki Matsuoka            |
| 1987    | Yosuke Yamamoto             | Yury Sokolov          | Tamas Bujko Janusz Pawlowski                   |
| 1989    | Dragomir Becanovic          | Udo Quellmalz         | Bruno Carabetta Sergei Kosmynin                |
| 1991    | Udo Quellmalz               | Masahiko Okuma        | Sergei Kosmynin James Pedro                    |
| 1993    | Yukimasa Nakamura           | Eric Born             | Sergei Kosmynin Udo Quellmalz                  |
| 1995    | Udo Quellmalz               | Yukimasa Nakamura     | Due Ik Kim Bektas Demirel                      |
| 1997    | Hyuk Kim                    | Larbi Benboudaoud     | Victor Bivol Georgi Vazagachvili               |
| 1999    | Larbi Benboudaoud           | Hüseyin Özkan         | Yordanis Arencibia Patrick van Kalken          |
| 2001    | Arash Miresmaeili           | Musa Natsuyev         | Yordanis Arencibia Hyung-Ju Kim                |
| 2003    | Arash Miresmaeili           | Larbi Benboudaoud     | Yordanis Arencibia Magomed Dzhafarov           |
| 2005    | João Derly                  | Masato Uchishiba      | Arash Miresmaeili Miklós Ungvári               |
| 2007    | João Derly                  | Yordanis Arencibia    | Arash Miresmaeili Miklós Ungvári               |
| 2009    | Khashbaataryn Tsagaanbaatar | Sugoi Uriarte         | Miklós Ungvári An Jeong-Hwan                   |
| 2010    | Junpei Morishita (en)       | Leandro Cunha         | Khashbaataryn Tsagaanbaatar Loïc Korval        |
| 2011    | Masashi Ebinuma             | Leandro Cunha         | Cho Jun-ho Musa Mogushkov                      |
| 2013    | Masashi Ebinuma             | Azamat Mukanov        | Masaaki Fukuoka Georgii Zantaraia              |
| 2014    | Masashi Ebinuma             | Mikhail Pulyaev       | Kamal Khan-Magomedov Georgii Zantaraia         |
| 2015    | An Baul                     | Mikhail Pulyaev       | Golan Pollack Rishod Sobirov                   |
| 2017    | Hifumi Abe                  | Mikhail Pulyaev       | Vazha Margvelashvili Tal Flicker               |
| 2018    | Hifumi Abe                  | Yerlan Serikzhanov    | An Baul Heorhiy Zantaraya                      |
| 2019    | Jōshirō Maruyama            | Kim Lim-hwan          | Hifumi Abe Denis Vieru                         |
| 2021    | Jōshirō Maruyama            | Manuel Lombardo       | Yondonperenlein Baskhüü (en) Yakub Shamilov    |
| 2022    | Hifumi Abe                  | Jōshirō Maruyama      | An Baul Denis Vieru                            |
| 2023    | Hifumi Abe                  | Jōshirō Maruyama      | Yondonperenlein Baskhüü (en) Walide Khyar      |
| 2024    | Ryoma Tanaka                | Takeshi Takeoka       | Luukas Saha Vazha Margvelashvili               |

## Poids légers
Depuis 1999, la catégorie des poids légers est réservée aux moins de 73 kg. Avant cela, lors de l'édition 1965, seuls les moins de 68 kg pouvaient combattre. De 1967 à 1975, seuls les moins de 70 kg pouvaient participer ; une limite fixée à 71 kg de 1979 à 1997.
| Édition | Or                        | Argent              | Bronze                                    |
| ------- | ------------------------- | ------------------- | ----------------------------------------- |
| 1965    | Hirofumi Matsuda          | Hiroshi Minatoya    | Park Kid-soon Oleg Stepanov               |
| 1967    | Hiroshi Minatoya          | Park Kid-soon       | Takehide Nakatani Chung Sam Park          |
| 1969    | Hiroshi Minatoya          | Yoshimitsu Kono     | Chil Bok Kim David Rudman                 |
| 1971    | Hisashi Tsuzawa           | Hiroshi Minatoya    | Dietmar Hoetger Antony Zaykowsky          |
| 1973    | Toyokazu Nomura           | Dietmar Hoetger     | Anatoli Novikov Kazuro Yoshimura          |
| 1975    | Vladimir Nevzorov         | Valeri Dvoïnikov    | Katsunori Akimoto Koji Kuramoto           |
| 1979    | Kyoto Katsuki             | Ezio Gamba          | Neil Adams Tamaz Namgalauri               |
| 1981    | Chong-Hak Park            | Serge Dyot          | Karl-Heinz Lehmann Vojo Vujevic           |
| 1983    | Hidetoshi Nakanishi       | Ezio Gamba          | Tamaz Namgalauri Steffen Stranz           |
| 1985    | Byung Kun Ahn             | Michael Swain       | Wiesław Błach Steffen Stranz              |
| 1987    | Michael Swain             | Marc Alexandre      | Kerrith Brown Toshihiko Koga              |
| 1989    | Toshihiko Koga            | Michael Swain       | Su Li Chang Georgi Tenadze                |
| 1991    | Toshihiko Koga            | Joaquin Ruiz        | Hoon Chung Vladimir Dguebadze             |
| 1993    | Hoon Chung                | Bertalan Hajtos     | Rogério Sampaio Cardoso Daisuke Hideshima |
| 1995    | Daisuke Hideshima         | Dea Sung Kwak       | Diego Brambilla James Pedro               |
| 1997    | Kenzo Nakamura            | Christophe Gagliano | Guilherme Bentes Vsevolod Zelenij         |
| 1999    | James Pedro               | Vitali Makarov      | Sebastian Pereira Georgi Revazishvili     |
| 2001    | Vitali Makarov            | Yusuke Kanamaru     | Askhat Shakharov Kryzsztof Wilkomirski    |
| 2003    | Lee Won-hee               | Daniel Fernandes    | Vitali Makarov João Neto                  |
| 2005    | Ákos Braun                | Francesco Bruyere   | Gennadiy Bilodid Kiyoshi Uematsu          |
| 2007    | Wang Ki-chun              | Elnur Mammadli      | Yusuke Kanamaru Rasul Boqiev              |
| 2009    | Wang Ki-chun              | Kim Chol Su         | Dirk Van Tichelt Mansur Isaev             |
| 2010    | Hiroyuki Akimoto          | Dex Elmont          | Yasuhiro Awano Wang Ki-chun               |
| 2011    | Riki Nakaya               | Dex Elmont          | Navruz Jurakobilov (en) Ugo Legrand       |
| 2013    | Shohei Ono                | Ugo Legrand         | Dex Elmont Dirk Van Tichelt               |
| 2014    | Riki Nakaya               | Hong Kuk-hyon       | Musa Mogushkov Victor Scvortov            |
| 2015    | Shohei Ōno                | Riki Nakaya         | An Chang-rim Sainjargalyn Nyam-Ochir      |
| 2017    | Soichi Hashimoto          | Rustam Orujov       | An Chang-rim Ganbaataryn Odbayar          |
| 2018    | An Chang-rim              | Soichi Hashimoto    | Mohammad Mohammadi Hidayət Heydərov       |
| 2019    | Shohei Ōno                | Rustam Orujov       | Hidayət Heydərov Denis Yartsev            |
| 2021    | Lasha Shavdatuashvili     | Tommy Macias        | Soichi Hashimoto Bilal Çiloğlu            |
| 2022    | Tsend-Ochiryn Tsogtbaatar | Soichi Hashimoto    | Hidayət Heydərov Daniel Cargnin           |
| 2023    | Nils Stump                | Manuel Lombardo     | Soichi Hashimoto Murodjon Yuldoshev       |
| 2024    | Hidayət Heydərov          | Tatsuki Ishihara    | Lavjargalyn Ankhzayaa Nils Stump          |

## Poids mi-moyens
Depuis 1999, la catégorie des poids mi-moyens est réservée aux moins de 81 kg. Avant cela, de 1979 à 1997, seuls les moins de 78 kg pouvaient combattre dans cette catégorie de poids.

## Poids moyens
Depuis 1999, la catégorie des poids moyens est réservée aux moins de 90 kg. Avant cela, de 1965 à 1975, seuls les moins de 80 pouvaient participer ; une limite portée à 86 kg de 1979 à 1997.
| Édition | Or                      | Argent               | Bronze                               |
| ------- | ----------------------- | -------------------- | ------------------------------------ |
| 1965    | Isao Okano              | Kinishi Yamanaka     | James Bregman Ih Tae Kim             |
| 1967    | Eiji Maruki             | Martin Poglajen      | Shinichi Enshu Brian Jacks           |
| 1969    | Isamu Sonoda            | Katsuya Hirao        | Cho Sung Il Martin Poglajen          |
| 1971    | Shozo Fujii             | Yoshinari Shigematsu | Guy Auffray David Starbrook          |
| 1973    | Shozo Fujii             | Isamu Sonoda         | Bernd Look Anton Reiner              |
| 1975    | Shozo Fujii             | Yoshimi Hara         | Adam Adamczyk Jean-Paul Coche        |
| 1979    | Detlef Ultsch           | Michel Sanchis       | Walter Carmona Masao Takahashi       |
| 1981    | Bernard Tchoullouyan    | Seiki Nose           | David Bodaveli Detlef Ultsch         |
| 1983    | Detlef Ultsch           | Fabien Canu          | Robert Berland Seiki Nose            |
| 1985    | Peter Seisenbacher      | Georgi Petrov        | Fabien Canu Vitali Pesniak           |
| 1987    | Fabien Canu             | Jong Chul Park       | Masao Murata Densign White           |
| 1989    | Fabien Canu             | Benjamin Spijkers    | Stefan Freudenberg Axel Lobenstein   |
| 1991    | Hirotaka Okada          | Joseph Wanag         | Waldemar Legień Giorgio Vismara      |
| 1993    | Yoshio Nakamura         | Nicolas Gill         | Adrian Croitoru Leon Villar          |
| 1995    | Ki Young Jeon           | Hidehiko Yoshida     | Oleg Maltsev Nicolas Gill            |
| 1997    | Ki Young Jeon           | Marko Spittka        | Michele Monti Brian Olson            |
| 1999    | Hidehiko Yoshida        | Victor Florescu      | Sung Yeon Yoo Adrian Croitoru        |
| 2001    | Frédéric Demontfaucon   | Zurab Zviadauri      | Rassoul Salimov Dong Sik Yoon        |
| 2003    | Hee-Tae Hwang           | Zurab Zviadauri      | Carlos Honorato Siarhei Kukharenko   |
| 2005    | Hiroshi Izumi           | Ilías Iliádis        | Mark Huizinga Andrey Kazusionak      |
| 2007    | Irakli Tsirekidze       | Ilías Iliádis        | Ivan Pershin Roberto Meloni          |
| 2009    | Lee Kyu-Won (en)        | Kirill Denisov       | Hesham Mesbah Dilshod Choriev        |
| 2010    | Ilías Iliádis           | Daiki Nishiyama (en) | Elkhan Mammadov Kirill Denisov       |
| 2011    | Ilías Iliádis           | Daiki Nishiyama (en) | Takashi Ono Asley González           |
| 2013    | Asley González          | Varlam Liparteliani  | Ilías Iliádis Kirill Denisov         |
| 2014    | Ilías Iliádis           | Krisztián Tóth       | Varlam Liparteliani Kirill Voprosov  |
| 2015    | Gwak Dong-han           | Kirill Denisov       | Mashu Baker Varlam Liparteliani      |
| 2017    | Nemanja Majdov          | Mihael Žgank         | Gwak Dong-han Ushangi Margiani       |
| 2018    | Nikoloz Sherazadishvili | Iván Felipe Silva    | Kenta Nagasawa Axel Clerget          |
| 2019    | Noël van 't End         | Shoichiro Mukai      | Axel Clerget Nemanja Majdov          |
| 2021    | Nikoloz Sherazadishvili | Davlat Bobonov       | Krisztián Tóth Marcus Nyman          |
| 2022    | Davlat Bobonov          | Christian Parlati    | Luka Maisuradze Lasha Bekauri        |
| 2023    | Luka Maisuradze         | Lasha Bekauri        | Marcus Nyman Sanshiro Murao          |
| 2024    | Goki Tajima             | Nemanja Majdov       | Erlan Sherov Tristani Mosakhlishvili |

## Poids mi-lourds
Depuis 1999, la catégorie des poids mi-lourds est réservée aux moins de 100 kg. Avant cela, de 1967 à 1975, seuls les moins de 93 kg pouvaient participer ; une limite fixée à 95 kg de 1979 à 1997.
| Édition | Or                    | Argent              | Bronze                                     |
| ------- | --------------------- | ------------------- | ------------------------------------------ |
| 1967    | Nobuyuki Sato         | Osamu Sato          | Ernst Eugster Peter Hermann                |
| 1969    | Fumio Sasahara        | Peter Hermann       | Tomoyuki Kawabata Wladimir Pokataev        |
| 1971    | Fumio Sasahara        | Nobuyuki Sato       | Helmut Howiller Chiaki Ishii               |
| 1973    | Nobuyuki Sato         | Takafumi Uegushi    | Dietmar Lorenz David Starbrook             |
| 1975    | Jean-Luc Rougé        | Michinori Ishibashi | Victor Betanov Ramaz Kharshiladze          |
| 1979    | Tengiz Khubuluri      | Robert Van de Walle | Gunther Neureuther Henk Numan              |
| 1981    | Tengiz Khubuluri      | Robert Van de Walle | Ha Hyung-zoo Roger Vachon                  |
| 1983    | Andreas Preschel      | Valeri Divisenko    | Gunther Neureuther Robert Van de Walle     |
| 1985    | Hitoshi Sugai         | Ha Hyung-zoo        | Gunther Neureuther Robert Van de Walle     |
| 1987    | Hitoshi Sugai         | Theo Meijer         | Ha Hyung-zoo Aurélio Miguel                |
| 1989    | Koba Kurtanidze       | Odvogiin Baljinnyam | Marc Meiling Robert Van de Walle           |
| 1991    | Stéphane Traineau     | Paweł Nastula       | Marc Meiling Jiri Sosna                    |
| 1993    | Antal Kovács          | Aurélio Miguel      | Marc Meiling Stéphane Traineau             |
| 1995    | Paweł Nastula         | Dmitri Sergeev      | Shigeru Okaizumi Stéphane Traineau         |
| 1997    | Paweł Nastula         | Aurélio Miguel      | Ghislain Lemaire Yoshio Nakamura           |
| 1999    | Kōsei Inoue           | Sung Ho Jang        | Nicolas Gill Alexander Mikhaylin           |
| 2001    | Kōsei Inoue           | Antal Kovács        | Sung Ho Jang Askhat Jitkeïev               |
| 2003    | Kōsei Inoue           | Ghislain Lemaire    | Ihar Makarau Mario Sabino                  |
| 2005    | Keiji Suzuki          | Vitaly Bubon        | Luciano Corrêa Dmitry Kabanov              |
| 2007    | Luciano Corrêa        | Peter Cousins       | Oreidis Despaigne Dániel Hadfi             |
| 2009    | Maxim Rakov (en)      | Henk Grol           | Ramadan Darwish Takamasa Anai              |
| 2010    | Takamasa Anai         | Henk Grol           | Thierry Fabre Oreidis Despaigne            |
| 2011    | Tagir Khaybulaev      | Maxim Rakov (en)    | Lukáš Krpálek Irakli Tsirekidze            |
| 2013    | Elkhan Mammadov       | Henk Grol           | Lukáš Krpálek Dimitri Peters               |
| 2014    | Lukáš Krpálek         | José Armenteros     | Karl-Richard Frey Ivan Remarenco           |
| 2015    | Ryūnosuke Haga        | Karl-Richard Frey   | Toma Nikiforov Dimitri Peters              |
| 2017    | Aaron Wolf            | Varlam Liparteliani | Kirill Denisov Elmar Gasimov               |
| 2018    | Cho Gu-ham            | Varlam Liparteliani | Niyaz Ilyasov Lkhagvasürengiin Otgonbaatar |
| 2019    | Jorge Fonseca         | Niyaz Ilyasov       | Michael Korrel Aaron Wolf                  |
| 2021    | Jorge Fonseca         | Aleksandar Kukolj   | Ilia Sulamanidze Varlam Liparteliani       |
| 2022    | Muzaffarbek Turoboyev | Kyle Reyes          | Michael Korrel Zelym Kotsoiev              |
| 2023    | Arman Adamian         | Lukáš Krpálek       | Zelym Kotsoiev Peter Paltchik              |
| 2024    | Zelym Kotsoiev        | Shady El Nahas      | Dota Arai Nikoloz Sherazadishvili          |

## Poids lourds
Depuis 1999, la catégorie des poids lourds est réservée aux plus de 100 kg. Avant cela, de 1965 à 1967, seuls les plus de 80 kg pouvaient participer. De 1967 à 1975, seuls les plus de 93 kg peuvent combattre dans cette catégorie de poids ; une limite portée à 95 kg entre 1979 et 1997.
| Édition | Or                  | Argent                                | Bronze                                          |
| ------- | ------------------- | ------------------------------------- | ----------------------------------------------- |
| 1965    | Anton Geesink       | Mitsuo Matsunaga                      | Doug Rogers Seiji Sakaguchi                     |
| 1967    | Wim Ruska           | Nobuyuki Maejima                      | Anzor Kiknadze Takeshi Matsuzuka                |
| 1969    | Shuji Suma          | Klaus Glahn                           | Mitsuo Matsunaga Givi Onashvili                 |
| 1971    | Wim Ruska           | Klaus Glahn                           | Hisakazu Iwata Keith Remfry                     |
| 1973    | Chonosuke Takagi    | Ramaz Nichiradze                      | Serhiy Novikov Keith Remfry                     |
| 1975    | Sumio Endo          | Serhiy Novikov                        | Gil Jong Pak Chonosuke Takagi                   |
| 1979    | Yasuhiro Yamashita  | Jean-Luc Rougé                        | Jae Ki Cho Imre Varga                           |
| 1981    | Yasuhiro Yamashita  | Grigori Verichev                      | Vladimir Kocman Juha Salonen                    |
| 1983    | Yasuhiro Yamashita  | Willy Wilhelm                         | Mihai Cioc Henry Stohr                          |
| 1985    | Yong Chul Cho       | Hitoshi Saitō                         | Grigori Verichev Dimitar Zapryanov              |
| 1987    | Grigori Verichev    | Mohamed Rashwan                       | Jochen Plate Guo Qing Xu                        |
| 1989    | Naoya Ogawa         | Garcia Franck Moreno                  | Rafał Kubacki Grigori Verichev                  |
| 1991    | Sergueï Kossorotov  | Garcia Franck Moreno                  | Kun Soo Kim Naoya Ogawa                         |
| 1993    | David Douillet      | David Khakhaleichvili                 | Sergueï Kossorotov Frank Möller                 |
| 1995    | David Douillet      | Frank Möller                          | David Khakhaleichvili Naoya Ogawa               |
| 1997    | David Douillet      | Shinichi Shinohara                    | Song Pan Tamerlan Tmenov                        |
| 1999    | Shinichi Shinohara  | Indrek Pertelson                      | Song Pan Selim Tataroğlu                        |
| 2001    | Alexander Mikhaylin | Selim Tataroğlu                       | Seyed Mahmoud Miran Fashandi Shinichi Shinohara |
| 2003    | Yasuyuki Muneta     | Dennis van der Geest                  | Yevgen Sotnikov Tamerlan Tmenov                 |
| 2005    | Alexander Mikhaylin | Yasuyuki Muneta                       | Pierre-Alexandre Robin Lasha Gujejiani          |
| 2007    | Teddy Riner         | Tamerlan Tmenov                       | Lasha Gujejiani João Schlittler                 |
| 2009    | Teddy Riner         | Óscar Brayson                         | Marius Paskevicius (en) Abdullo Tangriev        |
| 2010    | Teddy Riner         | Andreas Tölzer                        | Matthieu Bataille Islam El Shehaby              |
| 2011    | Teddy Riner         | Andreas Tölzer                        | Alexander Mikhaylin Kim Sung-min (en)           |
| 2013    | Teddy Riner         | Rafael Silva                          | Faicel Jaballah Andreas Tölzer                  |
| 2014    | Teddy Riner         | Ryū Shichinohe                        | Rafael Silva Renat Saidov                       |
| 2015    | Teddy Riner         | Ryū Shichinohe                        | Adam Okruashvili Yakiv Khammo                   |
| 2017    | Teddy Riner         | David Moura                           | Naidangiin Tüvshinbayar Rafael Silva            |
| 2018    | Guram Tushishvili   | Uşangi Kokauri                        | Hisayoshi Harasawa Duurenbayar Ulziibayar       |
| 2019    | Lukáš Krpálek       | Hisayoshi Harasawa                    | Kim Min-jong Roy Meyer (en)                     |
| 2021    | Kokoro Kageura      | Tamerlan Bashaev (Féd. russe de judo) | Roy Meyer (en) Yakiv Khammo                     |
| 2022    | Andy Granda         | Tatsuru Saito                         | Guram Tushishvili Kim Min-jong                  |
| 2023    | Teddy Riner         | Inal Tasoev                           | Alisher Yusupov Rafael Silva                    |
| 2024    | Kim Min-jong        | Guram Tushishvili                     | Tamerlan Bashaev Alisher Yusupov                |

## Toutes catégories
Sans aucune restriction de poids, tous les judokas peuvent participer à l'épreuve open ou toutes catégories, ce depuis la première édition en 1956.
| Édition | Or                   | Argent                | Bronze                                   |
| ------- | -------------------- | --------------------- | ---------------------------------------- |
| 1956    | Shokichi Natsui      | Yoshihiko Yoshimatsu  | Henri Courtine Anton Geesink             |
| 1958    | Koji Sone            | Akio Kaminaga         | Bernard Pariset Kimiyoshi Yamashiki      |
| 1961    | Anton Geesink        | Koji Sone             | Kim Eui-Tae Takeshi Koga                 |
| 1965    | Isao Inokuma         | Anzor Kibrotsashvili  | Anzor Kiknadze Peter Snijders            |
| 1967    | Mitsuo Matsunaga     | Klaus Glahn           | Peter Hermann Masatoshi Shinomaki        |
| 1969    | Masatoshi Shinomaki  | Wim Ruska             | Ernst Eugster Nobuyuki Sato              |
| 1971    | Masatoshi Shinomaki  | Vitaly Kuznetsov      | Klaus Glahn Shinobu Sekine               |
| 1973    | Kazuhiro Ninomiya    | Haruki Uemura         | Klaus Glahn Wolfgang Zuckschwerdt        |
| 1975    | Haruki Uemura        | Kazuhiro Ninomiya     | Shota Chochishvili Dietmar Lorenz        |
| 1979    | Sumio Endo           | Vitaly Kuznetsov      | Radomir Kovacevic Jean-Luc Rougé         |
| 1981    | Yasuhiro Yamashita   | Wojciech Reszko       | Andras Ozsvar Robert Van de Walle        |
| 1983    | Hitoshi Saitō        | Vladimir Kocman       | Andras Ozsvar Robert Van de Walle        |
| 1985    | Yoshimi Masake       | Mohamed Rashwan       | Khabil Biktachev Willy Wilhelm           |
| 1987    | Naoya Ogawa          | Elvis Gordon          | Jorge Fis Castro Henry Stohr             |
| 1989    | Naoya Ogawa          | Akaki Kibodzalidze    | Kun Soo Kim Alexander van der Groeben    |
| 1991    | Naoya Ogawa          | David Khakhaleichvili | Imre Czosz Georges Mathonnet             |
| 1993    | Rafał Kubacki        | Henry Stohr           | David Khakhaleichvili Naoya Ogawa        |
| 1995    | David Douillet       | Sergueï Kossorotov    | Selim Tataroğlu Shinichi Shinohara       |
| 1997    | Rafał Kubacki        | Yoshiharu Makishi     | Harry Van Barneveld Dennis van der Geest |
| 1999    | Shinichi Shinohara   | Selim Tataroğlu       | Harry Van Barneveld Dennis van der Geest |
| 2001    | Alexander Mikhaylin  | Ariel Zeevi           | Frank Möller Dennis van der Geest        |
| 2003    | Keiji Suzuki         | Indrek Pertelson      | Abdullo Tangriev Movlud Miraliyev        |
| 2005    | Dennis van der Geest | Tamerlan Tmenov       | Jury Rybak Yohei Takai (en)              |
| 2007    | Yasuyuki Muneta      | Jury Rybak            | Matthieu Bataille Abdullo Tangriev       |
| 2008    | Teddy Riner          | Alexander Mikhaylin   | Matthieu Bataille Grzegorz Eitel (en)    |
| 2010    | Daiki Kamikawa       | Teddy Riner           | Hiroki Tachiyama (en) Keiji Suzuki       |
| 2011    | Abdullo Tangriev     | Barna Bor             | Alexander Mikhaylin Keiji Suzuki         |
| 2017    | Teddy Riner          | Toma Nikiforov        | Alex García Mendoza Takeshi Ojitani      |

## Sources
- (en) Judoinside.com
- (fr) Champions du monde en titre